# José Carlos Bauer
José Carlos Bauer (São Paulo, 21 de noviembre de 1925-São Paulo, 4 de febrero de 2007), más conocido como Bauer, fue un jugador y entrenador de fútbol brasileño. En su etapa como jugador profesional se desempeñaba como centrocampista defensivo.

## Biografía
Su padre era suizo y su madre afrobrasileña. Es considerado uno de los mejores jugadores de la historia del São Paulo. 
En 1960, se encontraba en la ciudad de Lourenço Marques, en la entonces África Oriental Portuguesa (actual Mozambique), y vio jugar a un joven Eusébio da Silva Ferreira. Impresionado por su talento, recomendó al São Paulo que lo fichara, pero el club desestimó la sugerencia. Después habló con su exentrenador en el São Paulo, Béla Guttmann, que dirigía al Benfica, y le contó que vio jugar a una gran promesa en Lourenço Marques. El entrenador húngaro mandó un emisario unos días después, y el joven Eusébio llegó a Lisboa para hacer historia.

## Selección nacional
Fue internacional con la selección brasileña en 29 ocasiones. Jugó el famoso partido decisivo de la Copa del Mundo de 1950 conocido como Maracanazo. Era uno de los más jóvenes de aquella selección brasileña. Debido a sus buenas actuaciones en la Copa del Mundo de 1950, se ganó el apodo de O Monstro do Maracanã (en español: el monstruo del Maracaná). A pesar de la derrota y la gran decepción causada por no ganar el título, Bauer se salvó de las críticas. De los jugadores que disputaron el partido decisivo conocido como Maracanazo, fue el único convocado para la siguiente Copa del Mundo en 1954, donde se desempeñó como capitán.

### Participaciones en Copas del Mundo
| Mundial                        | Sede   | Resultado        | Partidos | Goles |
| ------------------------------ | ------ | ---------------- | -------- | ----- |
| Copa Mundial de Fútbol de 1950 | Brasil | Subcampeón       | 5        | 0     |
| Copa Mundial de Fútbol de 1954 | Suiza  | Cuartos de final | 3        | 0     |

### Participaciones en Copas América
| Copa                         | Sede   | Resultado  |
| ---------------------------- | ------ | ---------- |
| Campeonato Sudamericano 1949 | Brasil | Campeón    |
| Campeonato Sudamericano 1953 | Perú   | Subcampeón |

## Clubes

### Como jugador
| Club       | País   | Año       |
| ---------- | ------ | --------- |
| São Paulo  | Brasil | 1945-1956 |
| Botafogo   | Brasil | 1956      |
| Portuguesa | Brasil | 1956      |
| São Bento  | Brasil | 1958      |

### Como entrenador
| Club         | País     | Año  |
| ------------ | -------- | ---- |
| Juventus-SP  | Brasil   | 1959 |
| Ferroviária  | Brasil   | 1960 |
| Atlas        | México   | 1960 |
| Millonarios  | Colombia | 1965 |
| Comercial-MS | Brasil   | 1973 |

## Palmarés

### Campeonatos regionales
| Título              | Club      | País   | Año  |
| ------------------- | --------- | ------ | ---- |
| Campeonato Paulista | São Paulo | Brasil | 1945 |
| Campeonato Paulista | São Paulo | Brasil | 1946 |
| Campeonato Paulista | São Paulo | Brasil | 1948 |
| Campeonato Paulista | São Paulo | Brasil | 1949 |
| Campeonato Paulista | São Paulo | Brasil | 1953 |

### Copas internacionales
| Título                  | Selección | Sede   | Año  |
| ----------------------- | --------- | ------ | ---- |
| Campeonato Sudamericano | Brasil    | Brasil | 1949 |
| Campeonato Panamericano | Brasil    | Chile  | 1952 |

### Distinciones individuales
| Distinción                                             | Año  |
| ------------------------------------------------------ | ---- |
| Parte del Equipo de las Estrellas de la Copa del Mundo | 1950 |